# Hrana saga hrings
La Hrana saga hrings è una saga degli Islandesi scritta in norreno in Islanda intorno al XIII-XIV secolo. Non ne esistono, così come di parecchie di queste saghe, manoscritti originali: le uniche copie esistenti sono del XIX secolo.